# Harri Eloranta
Harri Henrik Eloranta (ur. 4 grudnia 1963 w Köyliö) – fiński biathlonista, brązowy medalista olimpijski.

## Kariera
Pierwsze sukcesy osiągnął w 1981 roku, zdobywając złoty medal w biegu indywidualnym i brązowy w sprincie podczas mistrzostw świata juniorów w Lahti. Cztery lata później wystąpił na mistrzostwach świata w Ruhpolding, zajmując 24. miejsce w sprincie. W zawodach tego cyklu najlepsze wyniki osiągnął podczas rozgrywanych w 1989 roku mistrzostw świata w Feistritz, gdzie zajął dwunaste miejsce w sprincie i piąte w biegu drużynowym. W drugiej z tych konkurencji był też między innymi czwarty na mistrzostwach świata w Hochfilzen w 1998 roku oraz szósty na mistrzostwach świata w Osrblie rok wcześniej.
Jego debiut olimpijski miał miejsce w 1988 roku, podczas igrzysk w Calgary. Zajął tam 50. miejsce w biegu indywidualnym i 25. miejsce w sprincie. Cztery lata później, na igrzyskach olimpijskich w Albertville, osiągnął największy sukces w karierze. W sprincie wywalczył brązowy medal, zostając tym samym pierwszym w historii fińskim medalistą olimpijskim w tej konkurencji. W zawodach tych wyprzedzili go jedynie dwaj Niemcy: Mark Kirchner i Ricco Groß. Na tej samej imprezie był też piąty w biegu indywidualnym i ósmy w sztafecie. Na igrzyskach w Lillehammer w 1994 roku był trzydziesty w biegu indywidualnym, piętnasty w sprincie i piąty w sztafecie. Brał też udział w igrzyskach olimpijskich w Nagano w 1998 roku, gdzie uplasował się na dwudziestej pozycji w sprincie i ósmej w sztafecie.
W Pucharze Świata zadebiutował 17 stycznia 1985 w Oberhofie, zajmując 34. miejsce w biegu indywidualnym. Pierwsze punkty zdobył dwa dni później w tej samej miejscowości, kończąc rywalizację w sprincie na 20. pozycji. Na podium zawodów tego cyklu jedyny raz stanął 12 lutego 1992 w Albertville, podczas Zimowych Igrzysk Olimpijskich 1992. Nigdy więcej nie znalazł się w najlepszej trójce zawodów pucharowych, jednak 12 marca 1995 w Lahti wraz z kolegami z reprezentacji był trzeci w sztafecie. Najlepsze wyniki osiągał w sezonie 1988/1989, kiedy zajął 23. miejsce w klasyfikacji generalnej.

## Osiągnięcia

### Igrzyska olimpijskie
| Rok  | Miejscowość | Konkurencje | Konkurencje | Konkurencje | Konkurencje | Konkurencje | Konkurencje | Konkurencje |
| Rok  | Miejscowość | IN          | SP          | PU          | MS          | RL          | MR          | SR          |
| ---- | ----------- | ----------- | ----------- | ----------- | ----------- | ----------- | ----------- | ----------- |
| 1988 | Calgary     | 50.         | 25.         | nd.         | nd.         | –           | nd.         | –           |
| 1992 | Albertville | 5.          | 3.          | nd.         | nd.         | 8.          | nd.         | –           |
| 1994 | Lillehammer | 30.         | 15.         | nd.         | nd.         | 5.          | nd.         | –           |
| 1998 | Nagano      | –           | 20.         | nd.         | nd.         | 8.          | nd.         | –           |

### Mistrzostwa świata
| Rok  | Miejscowość            | Konkurencje | Konkurencje | Konkurencje | Konkurencje | Konkurencje | Konkurencje | Konkurencje |
| Rok  | Miejscowość            | IN          | SP          | PU          | MS          | RL          | MR          | SR          |
| ---- | ---------------------- | ----------- | ----------- | ----------- | ----------- | ----------- | ----------- | ----------- |
| 1985 | Ruhpolding             | –           | 24.         | nd.         | nd.         | –           | nd.         | –           |
| 1987 | Lake Placid            | –           | 38.         | nd.         | nd.         | –           | nd.         | –           |
| 1989 | Feistritz              | DNF         | 12.         | nd.         | nd.         | 11.         | nd.         | –           |
| 1990 | Mińsk/Oslo/Kontiolahti | 21.         | 59.         | nd.         | nd.         | 6.          | nd.         | –           |
| 1991 | Lahti                  | 20.         | 13.         | nd.         | nd.         | 7.          | nd.         | –           |
| 1993 | Borowec                | 22.         | 23.         | nd.         | nd.         | 15.         | nd.         | –           |
| 1995 | Anterselva             | 65.         | 16.         | nd.         | nd.         | 10.         | nd.         | –           |
| 1997 | Osrblie                | –           | 36.         | 28.         | nd.         | 7.          | nd.         | –           |
| 1999 | Kontiolahti/Oslo       | 67.         | –           | –           | –           | –           | nd.         | –           |
| 2000 | Oslo                   | –           | 19.         | 54.         | –           | 15.         | nd.         | –           |

### Puchar Świata

#### Miejsca w klasyfikacji generalnej
| Sezon     | Miejsce |
| --------- | ------- |
| 1983/1984 | 42.     |
| 1984/1985 | 59.     |
| 1985/1986 | 30.     |
| 1986/1987 | 29.     |
| 1987/1988 | 30.     |
| 1988/1989 | 23.     |
| 1989/1990 | 71.     |
| 1990/1991 | 44.     |
| 1991/1992 | 61.     |
| 1997/1998 | 73.     |
| 1998/1999 | 65.     |
| 1999/2000 | 60.     |

#### Miejsca na podium chronologicznie
| Lp. | Dzień     | Rok  | Miejscowość | Konkurencja     | Lokata | Pudła | Czas biegu | Strata | Zwycięzca     |
| --- | --------- | ---- | ----------- | --------------- | ------ | ----- | ---------- | ------ | ------------- |
| 1.  | 12 lutego | 1992 | Albertville | Sprint na 10 km | 3.     | 0+0   | 26:02,3    | +24,3  | Mark Kirchner |